# جين فنتون كين
جين فنتون كين (بالإنجليزية: Jayne Fenton Keane)‏ (1971)؛ كاتِبة وشاعرة أسترالية.